# پیر میلا
پیر میلا (انگلیسی: Pere Milla؛ زادهٔ ۲۳ سپتامبر ۱۹۹۲) بازیکن فوتبال اهل اسپانیا است.
از باشگاه‌هایی که در آن بازی کرده‌است می‌توان به باشگاه فوتبال ختافه اشاره کرد.
وی همچنین در تیم ملی فوتبال کاتالونیا بازی کرده‌است.